# Phil Davies (rugby à XV, 1963)
Pour les articles homonymes, voir Phil Davies et Davies.
Pas d'image ? Cliquez ici

a Compétitions nationales et continentales officielles uniquement.

b Matchs officiels uniquement.
Philip Thomas Davies, né le 19 octobre 1963 à Seven Sisters, est un joueur et entraîneur de rugby à XV international gallois évoluant au poste de deuxième ligne.
Depuis janvier 2022, il est directeur du rugby de World Rugby.

## Carrière
Phil Davies joue 350 matchs avec son club du Llanelli RFC.
Le 19 juin 1993, il est invité pour jouer avec le XV du Président contre les Barbarians français pour le Centenaire du rugby à Grenoble.
En janvier 2022, il est nommé directeur du rugby de World Rugby. Il remplace Joe Schmidt qui a quitté ce poste à la fin de l'année 2021.

## Palmarès
En sélection
- Tournoi des Cinq Nations :
  - Vainqueur (1) : 1994
- Coupe du monde :
  - Troisième (1) : 1987

Avec Llanelli
- Championnat du pays de Galles : 
  - Champion (1) : 1993
- Coupe du pays de Galles :
  - Vainqueur (5) : 1985, 1988, 1991, 1992 et 1993

## Statistiques en équipe nationale
- 46 sélections
- 21 points (5 essais)
- sélections par année : 2 en 1985, 7 en 1986, 6 en 1987, 2 en 1988, 5 en 1989, 3 en 1990, 7 en 1991, 3 en 1993, 9 en 1994 et 2 en 1995
- Tournoi des Cinq Nations disputés : 1985, 1986, 1987, 1989, 1990, 1991, 1993, 1994 et 1995
- Coupe du monde disputées : 1987 et 1991